# キュミ
キュミ(フィンランド語: Kymi)は、ヘルシンキより東におよそ100キロ離れたキュメンラークソ県の海岸沿いに位置するコトカを構成する自治体の一つである。中心部はヘリラ、面積は159.6 km²である。

## 歴史
キュミは1642年に設立された。
フィンランド初の電波塔はキュミのクーツァロ村に建てられ、1900年1月、ロシアの物理学者、アレクサンドル・ポポフがそこでキュミ、ゴーグラント島間の救命通信無線の連絡実験をした。これは世界で最も早く敷かれた救命通信無線の一つである。
キュミは1997年迄はキュミ州に属していたが、州の大規模再編によりキュメンラークソ県に属する事となった。
1939年には21241人、1944年には20924人、1970年には4954人がキュミに居住していた。

## 村
キュミは以下の村によって構成されていた。
- ヤッピラ(Jäppilä)
- カッリオコスキ（フィンランド語版）
- カウコラ（フィンランド語版）
- キエリッカラ（フィンランド語版）
- クリットゥラ(Kurittula)
- ランキラ（フィンランド語版）
- メッツァキュラ(Metsäkylä)（現在はコイヴラの一部）
- ムッサロ（フィンランド語版）
- パリッカ(Parikka)（現在はコイヴラの一部）
- ペルノー（フィンランド語版）
- ピヒコー（フィンランド語版）
- ルオナラ（英語版）
- ステラ（フィンランド語版）
- エスコラ（フィンランド語版）
- ハーパサーリ（フィンランド語版）
- ヘリラ（フィンランド語版）
- フルクセラ（フィンランド語版）
- カールニエミ（フィンランド語版）
- コルケアコスキ（フィンランド語版）
- クーツァロ（フィンランド語版）
- ラーヤコスキ（フィンランド語版）
- マリンキュラ(Marinkylä)
- サクサラ（フィンランド語版）
- スニラ（フィンランド語版）
- タヴァスティラ(Tavastila)
- ユラヌンミ(Ylänummi)